# ZETZ
Ivan Zečić (poznat pod umjetničkim imenom ZETZ) glazbeni je producent, kompozitor, tekstopisac, aranžer, inžinjer miksanja i masteringa te pjevač i multiinstrumentalist. Svira klavijature, gitaru, bas gitaru, bubanj te udaraljke. U dvije godine napisao je i producirao 10 pjesama od kojih su sve zaredom zasjele na 1. mjesto službene nacionalne top liste HR Top 40. Poznat je kao jedan od najuspješnijih autora i glazbenih producenata svoje generacije. Član je hrvatske Mense, udruge visokointeligentnih osoba.

## Životopis
Glazbeni put započeo je kao klasično školovani pijanist, a kasnije je počeo svirati električnu gitaru. Kao samouki gitarist, već nakon 3 godine svirao je tehnički najzahtjevnije skladbe virtuoza poput Joe Satrianija i Steve Vaia. S vlastitim skladbama sudjelovao je na međunarodnim gitarističkim natjecanjima i osvajao prva mjesta.

Kao producent te inžinjer miksanja i masteringa surađivao je s nekima od najrespektabilnijih izvođača i autora u regiji.

U trenutku kada je postao magistar ekonomije, skladao je, snimio i producirao glazbu koja je postala bestseller broj 1 u svijetu te je korištena na tržištima od nekoliko milijardi ljudi, od Sjeverne i Južne Amerike, preko Europe, Afrike, Azije i Australije. Zbog tog neočekivanog svjetskog uspjeha započeo je profesionalnu glazbenu karijeru. Njegova je glazba korištena u južnokorejskom filmu te je također skladao i za holivudske trailere.